# 851 Zeissia
851 Zeissia
851 Zeissia là một tiểu hành tinh ở vành đai chính, thuộc nhóm tiểu hành tinh Flora. Nó được xếp loại tiểu hành tinh kiểu S, có bề mặt sáng. Đường kính của nó khoảng 12 km và suất phản chiếu ánh sáng là 0,2646 . Nó có thời gian quay vòng là 9,34 giờ Lưu trữ ngày 14 tháng 6 năm 2006 tại Wayback Machine.
Tiểu hành tinh này do S. Beljavskij phát hiện ngày 2.4.1916 ở Simeiz (Krym, Ukraina), và được đặt theo tên công ty sản xuất dụng cụ quang học Carl Zeiss AG của Đức.